# Castelló de la Ribera
Castelló de la Ribera település Spanyolországban, Valencia tartományban. Castelló de la Ribera Alberic, Beneixida, Carcaixent, Gavarda, Manuel, San Juan de Énova, La Pobla Llarga, Senyera, Xàtiva és La Llosa de Ranes községekkel határos. Lakosainak száma 6897 fő (2024).

## Népesség
A település népessége az utóbbi években az alábbiak szerint változott:
| Lakosok száma | 7012 | 7239 | 7493 | 7748 | 7482 | 7321 | 7209 | 7049 | 6932 | 6897 |
|               | 2001 | 2004 | 2007 | 2009 | 2012 | 2014 | 2017 | 2019 | 2022 | 2024 |